# Soajo
Soajo és un freguesia portuguesa del municipi de Arcos de Valdevez, al districte de Viana do Castelo.
Situat en plena àrea muntanyenca de l'Alt Minho, dins de Parc Nacional de Peneda-Gerês, constitueix una de les principals portes d'entrada des de la fronterera província d'Ourense a Galícia, frontera que és limitada pel riu Castro Laboreiro.
Aquest poble és molt conegut per les seus 24 espigueiros construïts de pedra. El més antic és de l'any 1782.